# Beneden Veensloot
Beneden Veensloot – wieś w Holandii, w prowincji Groningen, w gminie Menterwolde.